# Corte Penal Internacional y la invasión de Irak de 2003
Un examen preliminar de posibles crímenes de guerra cometidos por fuerzas militares de Reino Unido  durante la invasión de Irak de 2003 fue abierto por la Corte Penal Internacional en 2005 y cerrado en 2006. El examen preliminar fuereabierto en 2014 en la luz de nueva evidencia.